# ジンベーニョ
ジンベーニョ（じんべーにょ、英: JINBE-NHO）は、Jリーグ・FC琉球のマスコットキャラクター。

## 概要
マスコットデザインはクリエイター集団DOKUTOKU460の代表を務める城間英樹。
親しみやすく、地域の皆様に愛され、沖縄から世界の大海原へ出ていっても通用する名称を意識したうえで決定。「ニョ」は、ポルトガル語で「優しい」「小さい」というような意味合いが含まれている。
某水族館で誕生。外の世界でサッカーをやってみたいと夢見ており、その大きなサッカー愛を知った神様は心動かされ、足が生える魔法のシューズをプレゼント。同時に、神様から魔法のシューズを受け取る代わりに「FC琉球をサポーターと共に大海原へと導く」というミッションを受けることとなった。
FC琉球とは、1年間のクラブマスコットキャラクター契約を締結。ホームゲームやホームタウン活動を通じて、県民と交流を深めながら、共にFC琉球を応援し、クラブを盛り上げていく役割を担う。
2017年のJリーグマスコット総選挙では、まだ名称が正式決定する前だったため「名前は公募中」という形で参加し、49体中39位という結果に終わった。
2017年3月18日、ホーム開幕戦である第2節・グルージャ盛岡戦で初披露。軽快なパフォーマンスを見せ、多くの観客を魅了した。以降、ハーフタイムでのパフォーマンス、試合前や試合後でのサポーターとのファンサービスなどに参加し、ゲームや試合会場を盛り上げている。2017年6月15日からは、新たにTwitter（現：X）を開始している。

## 主な出来事
2017年8月26日、J3リーグ 第20節、アウェイの北九州戦にて、初の遠征を果たす。
2018年1月23日、FC琉球とのクラブマスコットキャラクター契約を更新。契約期間は1年、年俸はパイナップル2個とホームゲームの集客によるプラス出来高の内容にアップ。契約更新を受け、「毎試合3,000名以上の集客達成に向けて『万里一空』の境地を求めて、日々努力、精進致しますにょ。」とコメントした。
2018年に行われたJリーグマスコット総選挙では、前年の39位から16位に順位を上げた。
2024年8月1日、「副業」を始める。
同年10月12日、SC相模原戦において、選手入場時に転倒した。ジンベーニョに怪我はなかった。この様子をFC琉球公式Xに投稿したところ、1.1万いいねを獲得した。
2025年2月4日、公式サイトを開設。また、「ジンベーニョイラスト利用申請」を開始した。同日、冠番組『FC琉球ジンベーニョTV』が放送開始。初の冠番組となった。

### 副業
2024年7月31日、年俸のパイナップル3個に不満を感じ、翌日に沖縄県の豊見城市にある水族館『DMMかりゆし水族館』にて1か月限定で館長に就任 。以降、FC琉球OKINAWAのお問い合わせページから副業の依頼を受け付けている。
2025年2月4日 - 2月10日までの7日間限定で、パレットくもじの館長に就任する。

## プロフィール
- 契約期間：1年[2]
- 年俸
  - 2017年：パイナップル1個[2]
  - 2018年、2019年：パイナップル2個とホームゲームの集客によるプラス出来高[6][21]
  - 2020年 - 2022年：パイナップル3個とJ1昇格またはJ2残留でパイナップル100個のボーナス[22]
  - 2023年、2024年：パイナップル3個
  - 2025年：パイナップル6個[23]
- 性格：温厚で食いしんぼう[2]
- 口癖：「～～だにょ」[2]
- ポジション：ファンタジスタ[2]
- 主食：パイナップル[2]

## 出演
- 琉球朝日放送『FC琉球ジンベーニョTV』（2025年2月4日 - ）

## 備考
ジンベーニョが誕生する前は、「ぐしけんくん(仮)」がマスコットを担当。2009年4月29日に誕生し、沖縄県出身のプロボクシング元WBA世界ジュニアフライ級チャンピオン具志堅用高をモデルとしていた。実在の人物がマスコットキャラクターとなるのは極めて稀なケースであったが、2013年シーズンを持ってクラブのJ3の入会に伴い、退団を発表している。